# Parrocchia di East Carroll
La parrocchia di East Carroll (in inglese East Carroll Parish) è una parrocchia dello Stato della Louisiana, negli Stati Uniti. La popolazione al censimento del 2000 era di 9 421 abitanti. Il capoluogo è Lake Providence.

## Geografia
La parrocchia si trova nel nord-est dello Stato, al confine con Arkansas e Mississipi, nella regione del delta del Mississipi. Il confine est è segnato da Mississipi, mentre quello ovest dal Bayou Macon.

### Parrocchie e contee confinanti
- Contea di Chicot (Arkansas) - nord
- Contea di Issaquena (Mississipi) - est
- Contea di Warren (Mississipi) - sud-est
- Parrocchia di Madison - sud
- Parrocchia di Richland - sud-ovest
- Parrocchia di West Carroll - ovest

## Storia
La parrocchia fu creata nel 1877 e fu chiamata così in onore di Charles Carroll.

## Comuni
L'unica town è Lake Providence, il capoluogo.